# Dracula 3
Dracula 3: The Path of the Dragon (fr. Dracula 3 : La Voie du dragon) – komputerowa gra przygodowa typu wskaż i kliknij, stworzona przez francuskie Kheops Studio i wydana w 2008 roku przez Microïds na platformę Microsoft Windows. W 2010 roku ukazały się jej wersje na platformy Macintosh i iPhone. Jest to kontynuacja gier Dracula: Zmartwychwstanie i Dracula 2: Ostatnie sanktuarium.
Fabuła gry jest luźno osadzona w realiach powieści Brama Stokera pod tytułem Drakula. Gracz wciela się w duchownego Arno Morianiego, wyspecjalizowanego advocatum diaboli, którego zadaniem jest podważanie domniemanej świętości osób, wobec których Kościół wszczął postępowanie kanonizacyjne. Badanym „obiektem” jest mająca zostać przyszłą świętą mieszkanka Transylwanii, której ciało pokryte jest ukłuciami. Moriani musi dociec, czy są to stygmaty, czy ślady wampira.
Gra otrzymała raczej pozytywne oceny, uzyskując średnią ocen 72% według agregatora GameRankings. Na francuskim Festival du Jeu Video otrzymała nagrodę za najlepszy scenariusz.